# Fort Alésia
Pour plus de détails, voir Fiche technique et Distribution.
Fort Alésia (I giganti di Roma) est un film franco-italien réalisé par Antonio Margheriti, sorti en 1964.

## Synopsis
Vaincu par Vercingétorix à la bataille de Gergovie, Jules César réclame à Rome des renforts qui lui sont refusés sur l'intervention de Pompée appuyé par Cicéron, ces deux hauts personnages redoutant l'ambition de César.
En dépit de ce refus, César décide néanmoins d'aller affronter l'armée Gauloise rassemblée par Vercingétorix à proximité d'Alésia. Mais ses espions lui ont appris que les Druides ont construit une arme puissante et secrète capable d'infliger de lourdes pertes à ses légions.
Il choisit donc d'envoyer quatre de ses meilleurs combattants, le centurion Claudius Marcellus, Castor, Druse, champion de lancer de poignard, ainsi que le mercenaire Germain Germanicus afin de découvrir et de détruire cette fameuse arme.

## Fiche technique
- Titre original : I giganti di Roma
- Titre français : Fort Alésia
- Réalisation : Antonio Margheriti
- Scénario : Ernesto Gastaldi, Luciano Martino et Arlette Combret
- Musique : Carlo Rustichelli
- Pays d'origine : Italie - France
- Format : Couleurs - 2,35:1 - Mono
- Genre : péplum
- Date de sortie : 
  - France : 28 juin 1965

## Distribution
- Richard Harrison  (VF : Roger Rudel) : Claude Marcellus
- Wandisa Guida  (VF : Joelle Janin) : Livilla
- Ettore Manni  (VF : Michel Gudin) : Castor
- Philippe Hersent : Druse
- Ralph Hudson : Germanicus
- Nicole Tessier : Edua
- Goffredo Unger : Varo
- Renato Baldini : le grand druide
- Piero Lulli  (VF : Roger Rudel) : Pompée
- Alessandro Sperli  (VF : Michel Gudin) : Jules César
- Renato Montalbano : un senateur
- Claudio Scarchilli : un romain
- Alberto Dell'Acqua : Valerio
- Gianni Solaro  (VF : Michel Gudin) :Cicéron
- Fedele Gentile  (VF : Roger Rudel) :Labienus
- Aldo Cecconi : Briano le chef gaulois
- Mario Ghignone : le surveillant du camp